# Casino en línea
Un casino en línea es una plataforma digital que permite a los usuarios participar en juegos de azar a través de internet. Estos casinos ofrecen una variedad de juegos tradicionales que se encuentran en los casinos físicos, como el póker, la ruleta, el blackjack, y las máquinas tragamonedas (también conocidas como slot machines), entre otros. A lo largo de los años, los casinos en línea han ganado popularidad debido a su accesibilidad, la posibilidad de jugar desde cualquier lugar, y la variedad de juegos disponibles.
El primer casino en línea apareció en la década de 1990, coincidiendo con el desarrollo de internet. Desde entonces, la industria ha crecido exponencialmente, con miles de sitios web ofreciendo servicios de casino en todo el mundo. A medida que la tecnología ha avanzado, los casinos en línea han mejorado sus gráficos, interactividad, y opciones de juego, convirtiéndose en una opción atractiva para muchos jugadores.

## Software
El software es un componente crítico para el funcionamiento de un casino en línea. Las plataformas de juego utilizan generadores de números aleatorios (RNG) para garantizar que los resultados de los juegos sean justos y aleatorios. Las empresas especializadas desarrollan y suministran este software, que incluye gráficos avanzados y opciones de juego en tiempo real, como el crupier en vivo, que ofrece una experiencia más inmersa.

### Juegos con verificación de equidad (provably fair)
Algunos casinos en línea, especialmente aquellos que operan con criptomonedas, utilizan sistemas conocidos como provably fair. Estos permiten a los jugadores comprobar la equidad de cada jugada mediante métodos criptográficos: combinando semillas del servidor y del jugador con un contador (nonce), y generando resultados que pueden auditarse tras la partida.
También se emplean funciones aleatorias verificables (VRF, Verifiable Random Function), las cuales generan números aleatorios junto con una prueba criptográfica que puede validarse públicamente. Esto garantiza que los resultados no hayan sido manipulados por ninguna de las partes. Estas VRF son utilizadas en plataformas como Chainlink, cuyo servicio VRF integra aleatoriedad con pruebas verificables on-chain.
Para una explicación divulgativa en inglés sobre la aplicación de estos conceptos en casinos de criptomonedas, véase también:

## Tipos
Los casinos en línea se dividen ampliamente en dos categorías según el software que utilizan: casinos basados en la web y casinos que requieren descarga. Tradicionalmente, los casinos en línea incluían solo una de las dos plataformas. Sin embargo, con los avances tecnológicos, un casino en línea puede ahora incorporar ambas.

### Basados en la web
Los casinos en línea basados en la web (también conocidos como casinos sin descarga) son sitios web donde los usuarios pueden jugar a juegos de casino sin necesidad de descargar software en su computadora local. Se requiere una conexión a Internet estable para una experiencia de juego fluida, ya que todos los gráficos, sonidos y animaciones se cargan a través de la web. La mayoría de los casinos en línea permiten jugar mediante una interfaz HTML; anteriormente, esto se realizaba a través de complementos del navegador como Flash Player, Shockwave Player o Java.

### Basados en descarga
Los casinos en línea basados en descarga requieren que el usuario descargue un cliente de software para poder jugar y apostar en los juegos ofrecidos. El software del casino se conecta al proveedor de servicios del casino y gestiona la comunicación sin necesidad del navegador. Generalmente, los casinos basados en descarga funcionan más rápido que los basados en la web, ya que los gráficos y sonidos se almacenan en caché en el cliente del software, en lugar de cargarse desde Internet. Por otro lado, la descarga e instalación inicial del software del casino requiere tiempo. Como con cualquier descarga desde Internet, existe el riesgo de que el programa contenga software malicioso (malware), lo que lo hace menos popular entre los jugadores más escépticos.

### Basados en aplicaciones
Los casinos basados en aplicaciones son plataformas digitales que permiten a los usuarios participar en actividades de juego a través de aplicaciones en teléfonos inteligentes, tabletas y otros dispositivos móviles. A diferencia de los casinos en línea tradicionales, que requieren que los jugadores accedan a los juegos mediante un navegador web, los casinos basados en aplicaciones ofrecen una experiencia más integrada y fácil de usar a través de aplicaciones dedicadas. Estos casinos ofrecen una amplia variedad de opciones de juego, incluyendo máquinas tragamonedas, juegos de mesa y juegos con crupier en vivo, todos optimizados para dispositivos móviles. El auge de los casinos basados en aplicaciones refleja la creciente dependencia de la tecnología móvil y la demanda de opciones de entretenimiento accesibles y en movimiento. Operan bajo diversas jurisdicciones y deben cumplir estrictas normativas para garantizar la equidad, la seguridad y el juego responsable. Los casinos basados en aplicaciones han revolucionado la industria del juego al combinar la conveniencia de la tecnología móvil con la emoción de los juegos de casino, permitiendo a los usuarios disfrutar de sus actividades favoritas en cualquier momento y lugar.

## Regulación y legalidad
La legalidad de los casinos en línea varía según la jurisdicción. En algunos países, el juego en línea está estrictamente regulado, con licencias emitidas por organismos gubernamentales que aseguran el cumplimiento de normas estrictas. En otros países, el juego en línea puede estar prohibido o no regulado, lo que plantea riesgos tanto para los jugadores como para los operadores.

### Australia
La Ley de Juegos de Azar Interactivos de Australia de 2001 (Interactive Gambling Act 2001, IGA) criminaliza la oferta de juegos de casino en línea por parte de operadores, sin importar su ubicación, a personas localizadas en Australia. Esta ley se dirige exclusivamente a los operadores de sitios de juego en línea, lo que da lugar a la curiosa situación de que no es ilegal para un jugador en Australia acceder y apostar en un casino en línea. Ningún operador ha sido acusado bajo esta ley, y muchos casinos en línea aceptan clientes australianos. En junio de 2016, el Gobierno de Australia del Sur se convirtió en la primera jurisdicción del mundo en introducir un Impuesto por Lugar de Consumo del 15% (Place Of Consumption Tax, POCT), basado en el modelo del Reino Unido de 2014.

### Bélgica
La Ley de Juegos de Bélgica entró en vigor en enero de 2011 y permite el juego en línea, pero únicamente bajo condiciones estrictas y vigilancia rigurosa. A partir de 2024, Bélgica aplica un marco regulatorio estricto supervisado por la Comisión de Juegos de Bélgica. Este marco abarca tanto el juego presencial como el en línea, con énfasis en la concesión de licencias, la protección del consumidor y el juego responsable. Los operadores en línea deben colaborar con casinos físicos para operar legalmente, y Bélgica emplea una “lista blanca” de sitios autorizados y una “lista negra” para sitios no autorizados, con el fin de controlar el juego en línea. La comisión asegura que los operadores cumplan con las leyes diseñadas para equilibrar las oportunidades de juego con la prevención de problemas relacionados con el mismo.

### Canadá
El Código Penal de Canadá establece que solo los gobiernos provinciales y organizaciones benéficas autorizadas por estos pueden operar un casino en el país. También prohíbe a los residentes participar en loterías, juegos de azar o actividades de apuestas que no estén licenciadas o gestionadas por un gobierno provincial. En 2010, la Corporación de Loterías de Columbia Británica lanzó el primer casino en línea legal del país, PlayNow, disponible inicialmente en Columbia Británica y posteriormente en Manitoba y Saskatchewan. La provincia de Quebec opera Espacejeux a través de Loto-Québec, mientras que Ontario gestiona PlayOLG mediante la Ontario Lottery and Gaming Corporation (OLG).
La Primera Nación Kahnawake, en Quebec, opera su propia comisión de juegos desde 1996, bajo la Ley de Juegos de Kahnawake. Ha reclamado jurisdicción para promulgar dicha ley como parte de los derechos aborígenes reconocidos en el artículo 35(1) de la Ley Constitucional de Canadá de 1982. En 2010, había licenciado y alojado cerca de 350 sitios de juego, sin que sus actividades hayan sido desafiadas por las leyes canadienses ni extranjeras.
En 2022, la Comisión de Alcohol y Juegos de Ontario permitió que operadores de juegos pudieran gestionar sitios de apuestas en línea bajo licencia de iGaming Ontario.

### Alemania
Un contrato estatal sobre el juego (Glücksspielstaatsvertrag) entre los 16 estados alemanes fue ratificado en 2008 y adoptado en 2012. Regula de forma restrictiva el juego en línea, estableciendo un monopolio estatal básico sobre el juego público, con excepciones limitadas para ciertos operadores comerciales. El juego en línea y otras formas de apuestas públicas fuera de este marco son ilegales en Alemania. El contrato, su implementación (en contraste con la legislación más flexible de la UE) y posibles modificaciones han sido objeto de controversia en el ámbito público, político y judicial.

### India
El juego en línea es ilegal en el estado de Maharashtra según la Ley de Apuestas de Bombay (Bombay Wager Act). La legislación más reciente relacionada con el juego en línea son las Normas Federales de Tecnología de la Información, que permiten a los proveedores de servicios de Internet bloquear actividades ilegales. Otra norma relevante es la Ley de Juegos Públicos de 1867, que no menciona explícitamente los "casinos en línea". Los estados tienden a actuar de forma independiente. Los casinos en línea activos en India suelen ser gestionados por operadores internacionales.
Los aspectos legales del juego en línea en India son complejos, ya que la regulación depende de leyes estatales, aunque el tema es de competencia central. Para esclarecer la postura oficial, la Corte Suprema de India solicitó una opinión al gobierno central, pero este declinó responder. Esto ha generado incertidumbre legal respecto a juegos de cartas en línea como el rummy o el póker.

### Reino Unido
En el Reino Unido, la Ley de Juego de 2005 (Gambling Act 2005) regula todas las actividades de juego en línea, permitiendo que los operadores obtengan una Licencia de Juego Remoto para ofrecer servicios a ciudadanos británicos. En 2014, se promulgó la Ley de Juego de 2014, que complementa la anterior al exigir que los operadores extranjeros que atienden a jugadores británicos obtengan también una licencia del Reino Unido. Además, se impuso un Impuesto por Lugar de Consumo del 15% (POCT), lo cual provocó inicialmente la retirada de algunos operadores del mercado británico.[cita requerida] No obstante, esta retirada fue temporal, ya que el tamaño y la rentabilidad del mercado británico compensaron los obstáculos regulatorios.[cita requerida]
En 2019, la Comisión de Juego del Reino Unido (UKGC) anunció nuevas medidas para los casinos en línea y móviles con el fin de reducir el juego de menores de edad y aumentar la equidad y transparencia. Entre los cambios se exige que los usuarios verifiquen su identidad y edad antes de poder apostar.

### España
Desde 2024, el juego en España es legal y está regulado por la Ley del Juego de 2011, que abarca tanto las actividades presenciales como en línea. Esta legislación exige que los operadores obtengan una licencia de la Dirección General de Ordenación del Juego (DGOJ) para ofrecer servicios. La ley enfatiza el juego responsable, con medidas como la verificación de edad y programas de autoexclusión. Aunque la regulación nacional proporciona un marco general, algunas comunidades autónomas pueden imponer normativas adicionales, reflejando la estructura descentralizada del país. Las ganancias por juego están sujetas a impuestos, dependiendo del monto y el tipo de juego.

### Argentina
En 2024, la regulación del juego en Argentina se gestiona principalmente a nivel provincial, siendo cada una de las 23 provincias y la Ciudad Autónoma de Buenos Aires responsable de sus propias normativas. Esto ha generado un panorama legal diverso en todo el país. Aunque existe supervisión nacional para aspectos fiscales y del juego entre jurisdicciones, no hay una regulación federal unificada para el juego en línea, dejando dicha responsabilidad a cada provincia. Los operadores deben obtener licencias locales y cumplir con normativas regionales, incluidas medidas de juego responsable. Este sistema descentralizado busca proteger a los consumidores, abordar el juego problemático y fomentar las economías locales mediante impuestos al juego.

### Estados Unidos
En Estados Unidos, la legalidad del juego en línea varía según el estado y es objeto de debate. La Ley de Aplicación de Apuestas Ilegales en Internet de 2006 (Unlawful Internet Gambling Enforcement Act, UIGEA) limita la capacidad de bancos y procesadores de pagos para realizar transacciones con sitios de juego en línea ilegales bajo leyes federales o estatales. No obstante, no define qué constituye legalidad o ilegalidad de los sitios de juego en línea. Se asumía que la Ley Federal de Comunicaciones (Wire Act) prohibía todas las formas de juego en línea, pero en diciembre de 2011 el Departamento de Justicia de EE. UU. aclaró que dicha ley solo se aplicaba a las apuestas deportivas y no a casinos en línea, póker o loterías, dejando la regulación en manos de los estados. Algunos estados, como Nevada, Delaware y Nueva Jersey, han comenzado a legalizar y regular el juego en línea, y se espera que el proceso continúe de forma estatal.

## Seguridad
La seguridad es una prioridad en los casinos en línea, tanto para proteger la información personal y financiera de los jugadores como para asegurar que los juegos sean justos. Los casinos en línea confiables utilizan tecnología de cifrado avanzada, como SSL, para proteger los datos de los usuarios y están auditados regularmente por organizaciones independientes que verifican la equidad de los juegos.

## Juego responsable
Las funciones de juego responsable (RGF, por sus siglas en inglés) son características que los sitios de juegos de azar en línea utilizan para fomentar un comportamiento responsable y reducir los daños. Estas incluyen límites en las cantidades de apuestas o depósitos durante un período de tiempo determinado, pruebas de autoevaluación para detectar problemas con el juego y señales de advertencia sobre juego excesivo o gastos elevados. Las RGF suelen ser funciones disponibles para los jugadores de forma opcional y son obligatorias en algunas jurisdicciones. Por ejemplo, los operadores en Dinamarca, Alemania y España están obligados a establecer límites de depósito, mientras que para los operadores australianos es voluntario. Una muestra de jugadores de póker en línea de Suecia indicó que las RGF aumentan su confianza en la empresa y reducen su preocupación por ganarles a otros jugadores. Sin embargo, en las jurisdicciones donde las funciones de juego responsable son obligatorias, solo un pequeño porcentaje de clientes las utiliza. En Australia, el 0,8 % usó un límite de depósito en SportsBet, y el 6 % usó límites de pérdida de depósito en BetFair Australia.

### Consejos para el juego responsable
Seguir estas simples reglas te ayudará a jugar de forma responsable:  
- Antes de comenzar a jugar, determina la cantidad máxima que puedes permitirte perder y cúmplela.
- Establece límites de tiempo para tu sesión de juego y respétalos.
- Durante el juego, asegúrate de tomar descansos regulares.
- Juega solo con el dinero que puedas permitirte perder y nunca pidas prestado dinero para jugar.
- No juegues si te sientes deprimido, estresado o en cualquier otra situación que pueda afectar tu juicio.
- Asegúrate de que en tu vida haya un equilibrio saludable entre actividades no relacionadas con el juego.[26]

La sobreconfianza del jugador es una falacia descrita por el economista conductual David J. Uwing, donde el jugador cree que podrá detener un comportamiento arriesgado mientras continúa realizándolo. La sobreconfianza del jugador suele ir acompañada de la falacia del jugador, que es la idea errónea de que una racha perdedora en el juego de azar, como la ruleta, debe terminar o acortarse porque la frecuencia de un evento afecta al siguiente evento independiente.

## Los casinos virtuales
Los casinos en línea o casinos virtuales le permiten jugar juegos de casino a través de Internet. Algunos casinos en línea ofrecen juegos distintos, mientras que otros sólo un tipo de juego. El póker en línea es también muy popular y hay muchas empresas dedicadas a esta actividad. El principal problema de los casinos online es que la confianza es difícil de establecer, ya que muchos operan desde jurisdicciones en las que su actividad no es supervisada adecuadamente.
En menos de veinte años, el casino en línea se ha convertido en uno de los líderes en términos de generación de ingresos, gracias a generosos bonos de casino. Los juegos ofrecen variedad de juegos de mesa como el Póker, Baccarat y Blackjack, tragamonedas y tarjetas de lotería. Las tragamonedas es uno de los juegos populares de los juegos de azar, ya que requiere poco conocimiento matemático. El juego se encarga de sí mismo. Aquí es también donde los nuevos clientes son atraídos, debido a que pueden aprovechar su bono de primer depósito para conocer el juego.

## Transferencias de fondos
El juego se ha convertido en uno de los negocios más populares y rentables de Internet. En 2007, la Comisión del Juego del Reino Unido declaró que el sector del juego facturaba más de 84.000 millones de libras. Esto se debe en parte a la amplia gama de opciones de juego disponibles para muchos tipos diferentes de personas. El dinero para las apuestas en línea puede proceder de una tarjeta de crédito, un cheque electrónico, un cheque certificado, un giro postal, una transferencia bancaria o criptomonedas. Normalmente, los jugadores ingresan fondos en una empresa de juegos de azar en línea, apuestan o juegan a los juegos que ofrece y luego cobran sus ganancias. Sin embargo, la mayoría de los bancos de EE.UU. prohíben el uso de sus tarjetas para jugar por Internet, y los estadounidenses suelen rechazar los intentos de utilizar tarjetas de crédito en sitios de juego por Internet. Varios servicios de dinero electrónico ofrecen cuentas que pueden utilizarse para financiar el juego en línea.
Los casinos en línea pueden ser una gran fuente de entretenimiento si está seguro de que su dinero y su información personal están a salvo. Sin embargo, no todos los casinos en línea son fiables. También se alega que las transferencias electrónicas de fondos, en gran medida incontroladas, inherentes al juego por Internet son utilizadas por intereses delictivos para blanquear grandes sumas de dinero. Sin embargo, según un estudio de la GAO de EE.UU., "los funcionarios reguladores de la banca y el juego no consideraban que las apuestas por Internet fueran especialmente susceptibles de blanqueo de dinero, sobre todo cuando se utilizaban tarjetas de crédito para el pago, que crean un registro de la transacción y están sujetas a límites de transacción relativamente bajos". Del mismo modo, los responsables del sector de las tarjetas de crédito y del juego no creen que el juego por Internet plantee riesgos particulares de blanqueo de dinero".
Una investigación de la BBC en 2019 describió cómo las criptodivisas como el bitcoin se utilizaban para el juego de menores, el blanqueo de dinero y la corrupción política en la isla caribeña de Curazao.